# Avia BH-4
De Avia BH-4 is een Tsjechoslwaaks laagdekker jachtvliegtuig gebouwd door Avia. Het toestel is ontworpen door Pavel Beneš en Miroslav Hajn. Het vliegtuigje vloog voor het eerst in 1922. De BH-4 is gebaseerd op de BH-3, met als uitgangspunt de motor te veranderen door een Hispano-Suiza 8. Om de nieuwe motor in te kunnen bouwen moest de voorkant een opnieuw ontworpen worden. Verder werd de structuur in het algemeen, met het landingsgestel in het bijzonder versterkt. Toen bleek dat de verbetering in eigenschappen minimaal was werd het project gestaakt. Er is maar één prototype gebouwd.

## Specificaties
- Bemanning: 1
- Lengte: 6,47 m
- Spanwijdte: 10,25 m
- Hoogte: 2,97 m
- Vleugeloppervlak: 15,8 m2
- Leeggewicht: 724 kg
- Volgewicht: 1 015 kg

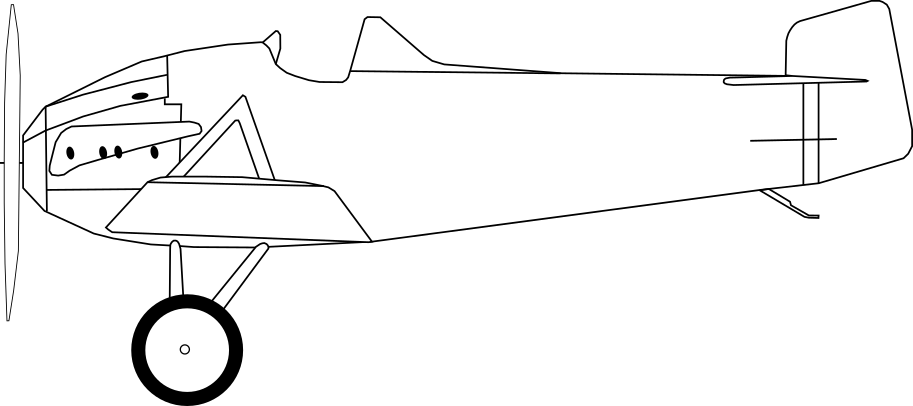
Avia BH-4

- Motor: 1× Hispano-Suiza 8Ba V8, 164 kW (220 pk)
- Maximumsnelheid: 222 km/h
- Vliegbereik: 510 km
- Plafond: 6 700 m
- Klimsnelheid: 4,2 m/s
- Bewapening: 2× vooruit vurende machinegeweren